# 24 del Bover
24 del Bover (24 Bootis) és un estel de magnitud aparent +5,59 situat an la constel·lació del Bover. Sense lletra grega a la nomenclatura de Bayer, és habitualment conegut pel seu nombre de Flamsteed. Està situat a 308 anys llum de distància del sistema solar.
24 del Bover és una subgegant groga de tipus espectral G3IV, la temperatura superficial de la qual és de 5000 K aproximadament. La seva lluminositat és 51 vegades major que la lluminositat solar. És un estel de rotació lenta —la seva velocitat de rotació és de 3,6 km/s, sent aquest un límit inferior que depèn de la inclinació del seu eix respecte a nosaltres. Té una metal·licitat notablement inferior a la solar, sent la seva abundància relativa de ferro entre un 23% i un 26% de l'existent al Sol. Per contra, el contingut de liti és un 82% major que el solar. La seva edat estimada és de 5.740 ± 3.360 milions d'anys.
A diferència del Sol, 24 del Bover és considerada un estel del disc gruixut galàctic. Aquests estels es mouen en òrbites distants del centre del pla galàctic. L'òrbita galàctica de 24 del Bover, molt excèntrica (ε = 0,48), la porta a allunyar-se fins a 1,05 kiloparsecs del centre del pla galàctic.